# مسجد میرزا صادق
مسجد میرزا صادق (دینوری) مربوط به دوره قاجار است و در تبریز، خیابان شهید مطهری واقع شده و این اثر در تاریخ ۷ مهر ۱۳۸۱ با شمارهٔ ثبت ۶۱۴۹ به‌عنوان یکی از آثار ملی ایران به ثبت رسیده است.